# Stella rosa
La Stella Rosa, precedente Steinmetz rosa, è un diamante di 59,60 carati (11,92 g), taglio ovale ibrido, di colore rosa brillante, il più grande noto con questo colore. Il nome originale deriva dallo "Steinmetz Diamond Group", la società che lo ha tagliato, e fu successivamente ribattezzato al momento della vendita a ignoti nel 2007.
Il diamante grezzo, del peso di circa 132,5 carati, fu scoperto in Sudafrica in data imprecisata (probabilmente negli ultimi anni del XX secolo). Un gruppo di dieci gemmologi impiegò venti mesi per il taglio; dopo aver studiato 50 diversi tipi di taglio venne scelta una forma ovale mista: il padiglione (la parte inferiore) a brillante (brilliant cut), la corona a gradini (step cut).
Il diamante finito fu presentato in pubblico in maggio 2003 a Monaco di Baviera, indossato dalla supermodella Helena Christensen. Poco dopo il diamante fu esposto per alcuni mesi allo Smithsonian Institute di Washington assieme ad altri diamanti celebri, tra cui il Millennium Star, l'Ocean Dream, il Cuore dell'Eternità e il Moussaieff rosso.
Il Gemological Institute of America ha classificato il diamante Steinmetz rosa come "Internally Flawless" (senza imperfezioni interne) e di colore rosa intenso (Fancy Pink).
Al momento dell'ultima vendita, nel 2017, la gemma fu acquistata per oltre 70 milioni di dollari da una società di Hong Kong, il prezzo più alto mai pagato per un diamante rosa. 